# Distretto di Shanting
Il distretto di Shanting (山亭区S, Shāntíng QūP) è un distretto della Cina, situato nella provincia dello Shandong e amministrato dalla prefettura di Zaozhuang.